# Etta Federn-Kohlhaas
Etta Federn-Kohlhaas (28 avril 1883 - 9 mai 1951) née Marietta Federn (elle a publié sous les noms Etta Federn-Kirmsse et Esperanza), est une écrivaine, traductrice, éducatrice allemande,. Dans les années 1920-1930, elle était active dans le mouvement anarcho-syndicaliste en Allemagne et en Espagne.
Élevée à Vienne, elle s'installe en 1905 à Berlin, où elle devient critique littéraire, traductrice, romancière et biographe. En 1932, alors que les nazis accèdent au pouvoir, elle déménage à Barcelone, où elle rejoint le groupe anarchiste-féministe Mujeres Libres. En 1938, vers la fin de la guerre civile espagnole, elle s'enfuit en France. Là, pourchassée par la Gestapo en tant que juive et partisane de la Résistance française, elle a survécu à la Seconde Guerre mondiale en se cachant.
En Allemagne, elle a publié 23 livres, parmi lesquels des traductions du danois, du russe, du bengali, du grec ancien, du yiddish et de l'anglais. Elle a également publié deux livres alors qu'elle vivait en Espagne.
L'histoire d'Etta Federn et de ses deux fils a inspiré, en 1948, la pièce de théâtre Skuggan av Mart, à l'écrivain suédois Stig Dagerman. Cette pièce a été jouée pour la première fois au Théâtre dramatique royal de Stockholm, puis dans plusieurs pays. Elle a été représentée pour la première fois aux États-Unis en 2017, par le August Strindberg Repertory Theatre (en) à New York. Elle a également inspiré le roman Utan Vaiaktig stad (Stockholm 1948) de Arne Fosberg.

## Famille
Élevée dans une famille juive assimilée à Vienne, Etta Federn était la fille de la suffragette Ernestine Spitzer et du Dr Salomon Federn, un médecin pionnier dans la surveillance de la pression artérielle,.
Son frère Paul Federn, un psychanalyste, était un des premiers disciples et associé de Sigmund Freud. Expert de la psychologie de l'ego et du traitement de la psychose, il a été vice-président de la Société psychanalytique de Vienne.
Son frère Walther Federn était un journaliste économique important en Autriche avant l'arrivée au pouvoir d'Hitler. Son frère Karl Federn était un avocat qui, après avoir fui au Royaume-Uni, s'est fait connaître pour ses écrits anti-marxistes.
Sa sœur Else Federn était assistante sociale à Vienne, active dans le Settlement Movement. Un parc à Vienne porte son nom depuis 2013.
Le premier mari d'Etta Federn, Max Bruno Kirmsse, était professeur pour enfants handicapés mentaux. Son deuxième mari, Peter Paul Kohlhaas, était illustrateur. Elle avait deux fils, Hans et Michael, un de chaque mariage. Son fils aîné, connu sous le nom de Capitaine Jean dans la Résistance française, a été assassiné par des collaborateurs français en 1944,.

## Carrière
À Vienne et à Berlin, Etta Federn a étudié l'histoire littéraire, la philologie allemande et le grec ancien. Elle a publié des articles, des biographies, des études littéraires et de la poésie. Elle a écrit un roman qui est resté inédit. En tant que journaliste, elle était critique littéraire pour le Berliner Tageblatt. Elle a écrit des biographies de Dante Alighieri et Christiane Vulpius (l'épouse de Goethe). En 1927, elle a publié une biographie de Walther Rathenau, le ministre juif libéral des Affaires étrangères d'Allemagne, assassiné en 1922 par des terroristes antisémites. Cette biographie a été citée par Gabriele Reuter pour le New York Times, qui qualifiait le récit de Federn d'« étonnamment lucide et précis » et disait qu'il « donne une idée magnifiquement claire de la vie de Rathenau ». À la suite de la publication du livre, Federn a reçu des menaces de mort de la part des nazis.
Au cours des années 1920, Federn a fait partie d'un cercle d'anarchistes avec Rudolf Rocker, Mollie Steimer, Sénia Fléchine, Emma Goldman et Milly Witkop, qui deviendra son amie proche,. Elle a contribué à divers journaux et revues anarchistes liés à l'Union libre des travailleurs d'Allemagne.
À Berlin, Federn a également rencontré plusieurs poètes juifs d'origine polonaise qui écrivaient en yiddish. En 1931, sa traduction du recueil de poésie yiddish Fischerdorf  (Village de pêcheurs) par Abraham Nahum Stencl (en) a été accueillie favorablement par Thomas Mann, qui admirait « l'émotion poétique passionnée » de Stencl. L'œuvre a été détruite lors des autodafés de 1933 en Allemagne.
En 1932, Federn quitta Berlin, réalisant que sous les nazis, elle ne pourrait plus publier ses écrits. Elle a déménagé avec ses fils à Barcelone, en Espagne, où elle a rejoint le mouvement anarchiste Mujeres Libres, qui offrait des services tels que des maternités, des garderies et des cours d'alphabétisation aux femmes. Elle a appris l'espagnol et est devenue directrice de quatre écoles progressistes de la ville de Blanes, éduquant les enseignants et les enfants aux valeurs laïques et à l'antimilitarisme. À partir de 1936, elle a publié un certain nombre d'articles dans le magazine, également appelé Mujeres Libres.

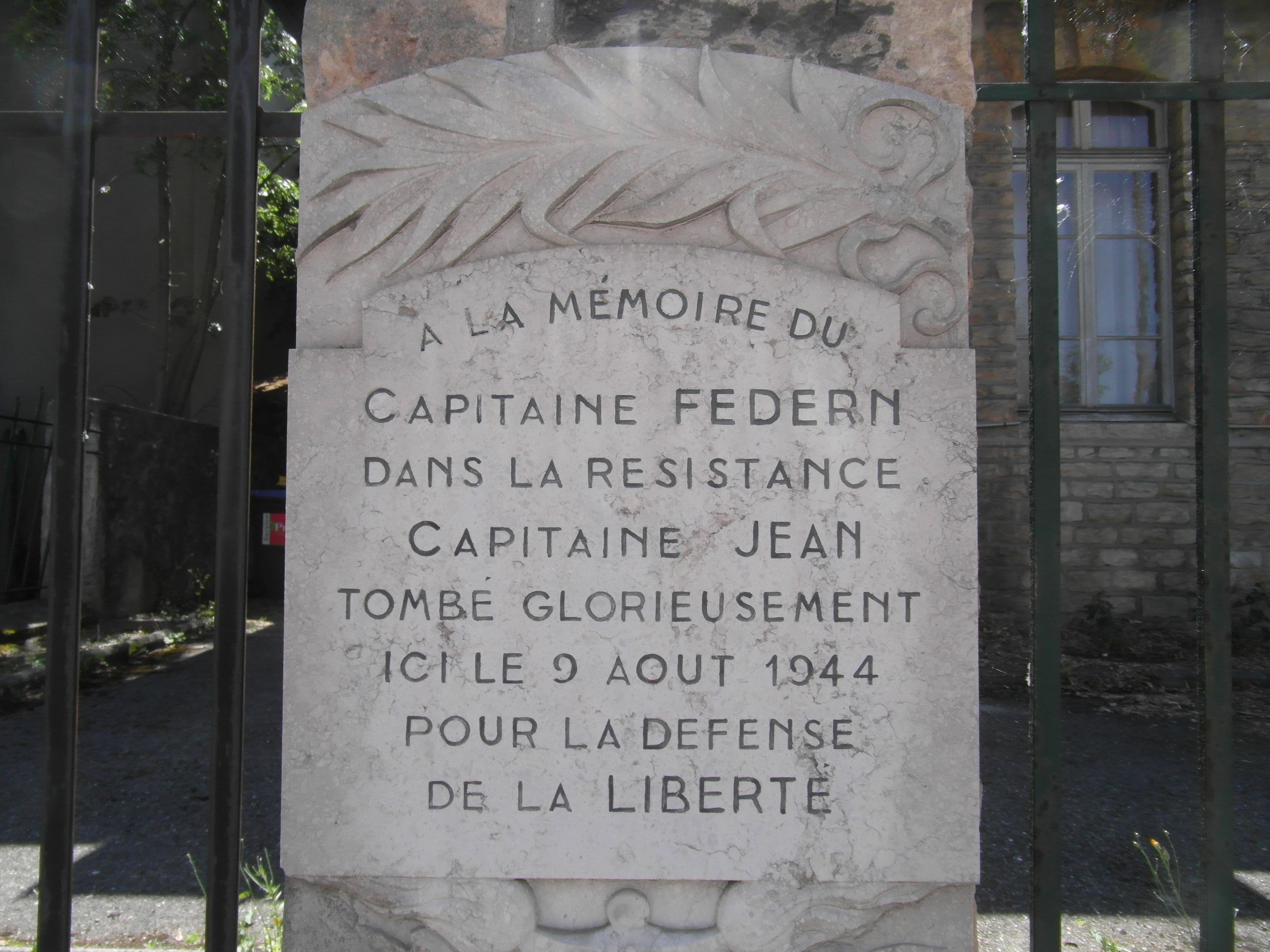
Plaque dédiée à Hans Federn, fils de Etta Federn-Kohlhaas, à Charavines (Isère).

Comme beaucoup de femmes anarchistes, elle croyait en l'importance de l'alphabétisation pour les femmes, du contrôle des naissances et de la liberté sexuelle. Elle a écrit : « Les mères éduquées racontent leurs propres expériences et souffrances à leurs enfants; elles comprennent intuitivement leurs sentiments et leurs expressions. Ce sont de bons éducateurs, car elles sont aussi les amis des enfants qu'elles éduquent. »
En 1938, alors que les troupes de Franco bombardaient Barcelone, Federn s'enfuit en France, où elle fut internée. Elle a passé la guerre dans la clandestinité à Lyon, parfois dans un monastère, et a fait des travaux de traduction pour la Résistance française. Elle a passé ses dernières années à Paris, soutenue en partie par ses proches aux États-Unis. Parce que son fils Hans a été tué en tant que combattant de la Résistance, elle a obtenu la nationalité française.

## Œuvres
- Christiane von Goethe: ein Beitrag zur Psychologie Goethes (Christiane von Goethe: A Contribution to Goethe's Psychology), 1916 (lire en ligne) Munich: Delphin, 1916.
- Dante: ein Erlebnis für werdende Menschen (Dante: An Experience for the Expectant), Stuttgart, Union Deutsche Verlagsgesellschaft, 1923., 1923 (lire en ligne)
- Walther Ratenau: sein Leben und Wirken (Walter Rathenau: His Life and Work), Dresden, Reissner, 1927., 1928 (lire en ligne)
- Mujeres de las revoluciones (Revolutionary Women), Barcelona, Mujeres libres, 1936., 1936 (lire en ligne)  /Reissued in German as Etta Federn: Revolutionär auf ihre Art, von Angelica Balabanoff bis Madame Roland, 12 Skizzen unkonventioneller Frauen (Etta Federn: Revolutionary in her Way: From Angelica Balabanoff to Madame Roland, 12 Sketches of Unconventional Women), edited and translated by Marianne Kröger, 1997.

### Traductions
- H.C. Andersens Märchen, Tales of Hans Christian Andersen, translated from the Danish, 1923. Reissued 1952.
- Shakespeare-Lieder, Sonnets of William Shakespeare, translated from the English, 1925.
- Wege der liebe : drei Erzählungen (The Ways of Love: Three Stories), by Alexandra Kollontai, translated from the Russian, 1925. Reissued 1982.
- Gesichte, Poems of Samuel Lewin, translated from the Yiddish, 1928.
- Fischerdorf (Fishing Village), Poems of Abraham Nahum Stencl (en), translated from the Yiddish, 1931.
- Sturm der Revolution (The Storm of Revolution), Poems of Saumyendranath Tagore (en), translated from the Bengali, 1931.
- Anakreon, Poems of Anacreon, translated from the Ancient Greek, 1935.